# Závada (Repubblica Ceca)
Závada è un comune della Repubblica Ceca facente parte del distretto di Opava, nella regione della Moravia-Slesia.